# Arthur Turner
Arthur Turner va ser un futbolista britànic que va prendre part en els Jocs Olímpics de París de 1900, on guanyà la medalla d'or com a membre de la selecció britànica, representada per l'Upton Park F.C..